# Ян Швеглік
Ян Швеглік (словац. Ján Švehlík; 17 січня 1950) — чехословацький футболіст, який виступав на позиції центрального нападника. Після завершення кар'єри — словацький футбольний тренер.
У складі збірної Чехословаччини ставав чемпіоном Європи 1976 року.

## Кар'єра

### Клубна
Ян Швеглік приїхав до Братислави вивчати право, але незабаром опинився у складі місцевого «Слована», хоча раніше на професійному рівні футболом не займався. Дебютувавши в дублі братиславського клубу в 1969 році, Швеглік швидко став основним центральним нападником першої команди, в першому ж сезоні став у її складі чемпіоном Чехословаччини. За 13 років (з перервами) у «Словані» Швеглік ще двічі виграв чемпіонат і двічі — Кубок Чехословаччини. Виділяючись за рахунок швидкості та гольового чуття, Швеглік був однією з зірок чехословацького футболу першої половини 1970-х років.
Службу в армії Швеглік проходив у празькій «Дуклі» в сезоні 1976/77. Приходячи до клубу відомим гравцем, він не зміг закріпитися в основі, грав дуже мало і після повернення в «Слован» вже не зміг повернутися на колишній рівень. Тим не менш, у складі «Дукли» Швеглік став чемпіоном Чехословаччини.
Відігравши сезон у бельгійському клубі другого дивізіону «Гасселт», завершив кар'єру в Австрії, в клубі регіональної ліги «Санкт-Пельтен».
У вищій чехословацькій лізі Ян Швеглік провів 296 матчів, забив 79 м'ячів.

### У збірній
Ян Швеглік виступав за молодіжну збірну Чехословаччини, виграв з командою найперший розіграш молодіжного чемпіонату Європи 1972 року.
У першій збірній Швеглік дебютував 27 квітня 1974 року в товариському матчі проти збірної Франції, який завершився внічию 3:3. Швеглік зіграв у 4 матчах відбіркового турніру до чемпіонату Європи 1976 року, включаючи другий чвертьфінальний матч проти збірної СРСР, в якому чехословаки зіграли 2:2 і кваліфікувались на фінальну стадію турніру . У ході фінального турніру Євро-1976 Швеглік вийшов у стартовому складі у фінальному матчі проти збірної ФРН і на 8-й хвилині після передачі Зденека Негоди відкрив рахунок. В підсумку матч закінчився внічию 2:2, але збірна Чехословаччини здобула перемогу в серії післяматчевих пенальті, вперше у своїй історії ставши чемпіоном Європи.
Після турніру Ян Швеглік 3 роки не грав за збірну, востаннє з'явившись у складі національної команди 5 травня 1979 року в товариській зустрічі зі збірною Радянського Союзу. У перерві Швеглік замінив Ярослава Поллака, матч закінчився перемогою радянських футболістів з рахунком 3:0.
Усього за збірну Чехословаччини Ян Швеглік провів 17 матчів, забив 4 м'ячі .

### Тренерська
Як тренер Ян Швеглік працював лише з братиславським «Слованом», частіше — другим тренером. Тричі був головним тренером команди, а згодом — спортивним директором «Слована».

## Досягнення

### Клубні
- Чемпіон Чехословаччини (4): 1969/70, 1973/74, 1974/75, 1976/77
- Володар Кубка Чехословаччини (2): 1973/74, 1981/82

### У збірній
- Чемпіон Європи : 1976
- Чемпіон Європи серед молодіжних команд: 1972